# Jules Kruger
Jules Kruger, auch Jules Krüger, vollständig Gustave Jules Krüger, (* 12. Juli 1891 in Straßburg, Deutsches Reich; † 13. Dezember 1959 in Clichy-la-Garenne, Frankreich) war ein französischer Kameramann mit überragender Karriere beim französischen Vorkriegsfilm.

## Leben
Der gebürtige Straßburger hatte bereits in frühester Jugend erste Kontakte zum Film geknüpft. 1908 fotografierte der gerade erst 17 Jahre junge Krüger sein erstes Werk, zugleich der erste (kurze) schweizerische Kinospielfilm überhaupt. Danach arbeitete er jahrelang als Fotoreporter für diverse französische Zeitungen und Magazine wie Le Matin und Le Journal.
Nach kurzer Assistenzzeit und einem Filmangebot aus Belgien im Jahre 1920 begann er 1922 in Paris seine regelmäßige Tätigkeit als Chefkameramann: zunächst für einige Nebenwerke des Regisseurs Luitz-Morat, später für die Avantgarde der französischen Kinokunst wie Germaine Dulac, Abel Gance und Marcel L’Herbier. Gance engagierte Krüger 1925 für sein Hauptwerk Napoleon, ein vierstündiges Monumentalepos über Leben und Lieben, Siege und Niederlagen des Franzosenkaisers. Dieser kraftvoll inszenierte Streifen sprengte alle bisherigen Rahmen des Stummfilmkinos: Gleich einem Heiligenbild, einem Triptychon gestaltet, schuf Krüger, der sich im nunmehr zumeist Kruger nannte, Bilder von ungewöhnlicher Kraft und Beweglichkeit, die ihn zum visionärsten und technisch versiertesten Bildgestalter des französischen Kinos seiner Zeit machten.
Auch sein Tonfilmdebüt sollte Krüger unter der Regie Gances (Das Ende der Welt) geben. Danach arbeitete er an diversen hochklassigen Filmen anderer Regisseure, darunter Paul Czinners ersten beiden Tonfilme (die französische Fassung von Ariane und beide Versionen von Der träumende Mund), Raymond Bernards Adaption von Victor Hugos Les Misérables und Sacha Guitrys / Christian-Jaques Die Perlen der Krone. Zahlreiche der von Kruger fotografierten Filme bis Mitte der 1930er Jahre – Dramen und Melodramen, Abenteuergeschichten und solche mit historischem Hintergrund – liefen mit Erfolg in deutschen Fassungen vor allem in Österreich, eine Reihe von ihnen aber auch in Deutschland.
Von 1934 bis 1939 wurde Krüger mehrmals für ausgesuchte Spitzenwerke des Regisseurs Julien Duvivier (u. a. Menschen im Norden, Die Liebesgasse von Marokko, Das Kreuz von Golgatha) engagiert: es wurde seine künstlerisch fruchtbarste und kommerziell erfolgreichste Zeit. Ende 1937 folgte Krüger zwei Filmangeboten Erich Pommers nach London und arbeitete dort mit Charles Laughton.
Krügers Œuvre während des Zweiten Weltkriegs ist eher belanglos, einzig seine Kameraarbeit beim Mystery-Krimi Das unheimliche Haus (1942) zeugte noch einmal von seinem ausgeprägten Sinn für Atmosphäre und Spannungserzeugung und bewies seine Fähigkeit, eine (für die Besatzungszeit typische) düstere Grundstimmung zu schaffen. 
1947 verließ Krüger / Kruger Frankreich, arbeitete einige Zeit beim spanischen Film und beendete zu Beginn der 50er Jahre seine Tätigkeit für das Kino. Er kehrte später nach Frankreich zurück, wo er 1959, mittlerweile von der Filmbranche vergessen, nordwestlich von Paris starb.

## Filmografie (Auswahl)
- 1908: Une aventure de Redzipet
- 1920: Gerfaut
- 1922: Die Ehebrecherin (Le sang d’Allah)
- 1922: Der Teufelsboden (La terre du diable)
- 1923: La mendiante de St. Sulpice
- 1923: Das Veilchen der Kaiserin (Violettes impériales)
- 1924: Faubourg Montmartre
- 1924: Der galante Prinz (Le prince charmant)
- 1925: La terre promise
- 1925: Künstlerblut (Âme d’artiste)
- 1927: Napoleon (Napoléon)
- 1927: Die Apachen von Paris
- 1927: Sables
- 1928: Das Geld (L'Argent)
- 1929: Cagliostro
- 1929: Die falsche Zarentochter (La Tarakanova)
- 1930: Ariane
- 1931: Das Ende der Welt (La fin du monde)
- 1931: Gagne ta vie
- 1932: Die hölzernen Kreuze (Les croix de bois)
- 1932: Der träumende Mund (auch franz. Vers. Mélo)
- 1933: Der Falschspieler (L’épervier)
- 1934: Frauensee (Lac aux dames)
- 1934: Die Verdammten (Les Misérables)
- 1934: Tartarin de Tarascon
- 1934: Kameliendame (La dame aux camélias)
- 1934: Menschen im Norden (Maria Chapdelaine)
- 1935: La traviesa molinera
- 1935: Die Liebesgasse von Marokko (La Bandéra)
- 1935: Das Kreuz von Golgatha (Golgotha)
- 1935: Zwischen Abend und Morgen (Veille d’armes)
- 1936: Anne-Marie
- 1936: Zünftige Bande (La Belle Équipe)
- 1936: Club de femmes
- 1936: Le roi
- 1937: Pépé le Moko – Im Dunkel von Algier (Pépé le Moko)
- 1937: La dame de Malacca (auch deutsche Vers.: Andere Welt)
- 1937: Die Perlen der Krone (Les perles de la couronne)
- 1937: Le messager
- 1937: Das Schiff des Zorns (Vessel of Wrath)
- 1938: St. Martin’s Lane (St. Martin’s Lane)
- 1938: Das Korallenriff (Le récif de corail)
- 1939: La charrette fantôme
- 1941: Einmal im Jahr (Caprices)
- 1942: Das unheimliche Haus (Les inconnus de la maison)
- 1942: Mariage d’amour
- 1942: Das Doppelleben des Herrn Moulinet (Le bienfaiteur)
- 1943: Untel père et fils
- 1943: Graine au vent
- 1945: Zum kleinen Glück (Au petit bonheur)
- 1946: Die Gräfin von Lunegarde (Lunegarde)
- 1946: Le bateau à soupe
- 1946: Hier irrte die Justiz (Contre-enquête)
- 1947: Une grande fille toute simple
- 1948: Olé, Torero
- 1949: Pacto de silencio
- 1950: Tempête sur les mauvents
- 1951: La canción de la Malibran